# Branko Bačić
Branko Bačić (Dubrovnik, 7. lipnja 1959.) hrvatski je političar i diplomirani inženjer geodezije, aktualni potpredsjednik Vlade Republike Hrvatske i ministar prostornog uređenja, graditeljstva i državne imovine te potpredsjednik Hrvatske demokratske zajednice. Hrvatski je branitelj. Bivši je predsjednik Kluba zastupnika Hrvatske demokratske zajednice u Hrvatskom saboru, ministar zaštite okoliša, prostornog uređenja i graditeljstva, kao i državni tajnik u Ministarstvu mora, turizma, prometa i razvitka te Ministarstvu mora, prometa i infrastrukture. Ujedno je tri puta izabran za načelnika Općine Blato na Korčuli.

## Životopis
Branko Bačić rođen je u Dubrovniku 7. lipnja 1959. godine. Diplomirao je na Geodetskom fakultetu Sveučilišta u Zagrebu 1982. godine.
Od 1982. do 1993. radio je u Upravi za katastar i geodetske poslove te je bio njen direktor.
Kao hrvatski branitelj, sudionik je Domovinskog rata 1991. i 1992. godine na Južnom bojištu.
Od 1993. pa do 2004. tri puta je izabran za načelnika Općine Blato na Korčuli.
Na parlamentarnim izborima 2003. godine izabran je za zastupnika u Hrvatski sabor. Ubrzo nakon toga, 5. siječnja 2004. godine, imenovan je državnim tajnikom u Ministarstvu mora, prometa, turizma i razvitka, slijedom čega mandat zastupnika u Hrvatskom saboru stavlja u mirovanje, a prestaje mu i mandat načelnika Općine Blato. Kao državni tajnik, obnašao je dužnost voditelja Stručne radne skupine pri Ministarstvu mora, turizma, prometa i razvitka za pregovore sa Stručnom radnom skupinom Bosne i Hercegovine u svrhu rješavanja problema neškodljivog prolaza ispod budućeg mosta kopno – Pelješac, a time i određivanja bitnih elemenata Pelješkog mosta. Sporazum s Bosnom i Hercegovinom potpisao je 7. prosinca 2006. godine u Sarajevu.
U tom mandatu, zajedno sa suradnicima, inicirao je i realizirao brojne projekte i infrastrukturne investicije na hrvatskoj obali, a najviše se zalagao za kvalitetniji život otočana. U njegovom mandatu državnog tajnika uvedene su vinjete za otočna vozila, noćne linije prema većim otocima, oznaka kvalitete i izvornosti - Hrvatski otočni proizvod, subvencioniranje otočnih poslodavaca i brojni drugi projekti prometne, komunalne i društvene infrastrukture.
Na parlamentarnim izborima 2007., izabran je za zastupnika u Hrvatski sabor. 12. siječnja 2008. godine ponovno je imenovan državnim tajnikom u Ministarstvu mora, prometa i infrastrukture. 2010. godine na kratko se vraća u Hrvatski sabor, da bi ubrzo nakon rekonstrukcije Vlade Republike Hrvatske 2010. godine bio imenovan ministrom graditeljstva, prostornog uređenja i zaštite okoliša. U svom mandatu ministra graditeljstva, prostornog uređenja i zaštite okoliša, 2011. godine predložio je, a Hrvatski sabor usvojio, Zakon o subvencioniranju i državnom jamstvu stambenih kredita, koji je zakon i danas najprivlačniji model kupnje stanova za mlade (tzv. Bačićevi stanovi). Ujedno, u tom mandatu je inicirao i kreirao, a Hrvatski sabor usvojio, Zakon o postupanju s nezakonito izgrađenim zgradama kojim je, uz zakonom propisane uvjete, omogućena legalizacija bespravnih objekata sagrađenih do 21. lipnja 2011. godine. Od 2008. do 2011. godine obnašao je i dužnost predsjednika Međunarodne komisije za sliv rijeke Save. Cilj osnivanja Savske komisije je održivo upravljanje vodama sliva, kao i rehabilitacija plovnog puta do Siska.
Na parlamentarnim izborima 2011. godine, ponovno je izabran za zastupnika u Hrvatski sabor kao nositelj kandidacijske liste Hrvatske demokratske zajednice u X. izbornoj jedinici. U tom mandatu obnašao je dužnost predsjednika Odbora za zaštitu okoliša u Hrvatskom saboru. 
Na parlamentarnim izborima 2015. godine, četvrti je put izabran za zastupnika u Hrvatski sabor te je u tom kratkom mandatu obnašao dužnost potpredsjednika Odbora za prostorno uređenje i graditeljstvo.
Na izvanrednim parlamentarnim izborima 2016. godine, peti je put izabran za zastupnika u Hrvatski sabor. Nakon konstituiranja Sabora, izabran je za predsjednika Kluba zastupnika Hrvatske demokratske zajednice u Hrvatskom saboru.
Na parlamentarnim izborima 2020. godine, šesti put je izabran za zastupnika u Hrvatski sabor. Nakon konstituiranja Sabora, ponovno je izabran za predsjednika Kluba zastupnika Hrvatske demokratske zajednice u Hrvatskom saboru. 
Dana 17. siječnja 2023. izabran je za potpredsjednika Vlade Republike Hrvatske i ministra prostornog uređenja, graditeljstva i državne imovine. Nedugo nakon stupanja na dužnost, predložio je novi Zakon o obnovi zgrada oštećenih potresom na području Grada Zagreba, Krapinsko-zagorske županije, Zagrebačke županije, Sisačko-moslavačke županije i Karlovačke županije te prateći Program mjera kojim se administrativno rasterećuje proces obnove, poboljšava model samoobnove te se uspostavljaju jasne procedure i prioriteti. Ujedno je predložio Izmjene Zakona o ustrojstvu i djelokrugu tijela državne uprave kojim su objedinjena sva tijela koja su do tada provodila obnovu u Ministarstvo prostornoga uređenja, graditeljstva i državne imovine. Imenovanjem na dužnost ministra, postao je čelnikom Nacionalnog koordinacijskog tijela zaduženog za koordinaciju procesa obnove zgrada javne namjene i infrastrukture nakon potresa. Kao čelnik navedenog tijela, upravljao je i ubrzao proces obnove, što je rezultiralo potpunom realizacijom sredstava Fonda solidarnosti Europske unije alocirana Republici Hrvatskoj za petrinjski i zagrebački potres u ukupnom iznosu od milijardu i tri milijuna eura. Tijekom njegovog mandata, na njegov prijedlog, financijski je i funkcionalno decentralizirano upravljanje državnom imovinom donošenjem Zakona o upravljanju nekretninama i pokretninama u vlasništvu Republike Hrvatske. Također je u svom mandatu predložio, a Hrvatski sabor donio, Zakon o načinu izvršenja presuda Europskog suda za ljudska prava u skupini predmeta Statileo protiv Hrvatske (broj zahtjeva: 12027/10 i dr.) i Odluke Ustavnog suda Republike Hrvatske broj: U-I-3242/2018 i dr., kolokvijalno nazvan Zakon o zaštićenim najmoprimcima kojim se rješavaju višedesetljetni suprotstavljeni interesi vlasnika stanova i zaštićenih najmoprimaca na način da će vlasnici stanova dobiti stanove u posjed ili primjerenu naknadu za svoje stanove, a zaštićeni najmoprimci će prvi put u povijesti dobiti zakonsku osnovu za steći pravo vlasništva po povoljnim uvjetima.
Nakon provedenih parlamentarnih izbora 17. travnja 2024. godine, na kojima je bio nositelj liste Hrvatske demokratske zajednice u X. izbornoj jedinici, Hrvatski sabor je 17. svibnja 2024. godine iskazao povjerenje 16. Vladi Republike Hrvatske u okviru koje i dalje obnaša dužnost potpredsjednika Vlade i ministra prostornog uređenja, graditeljstva i državne imovine.
Od 2005. godine pet puta je biran za vijećnika u Županijsku skupštinu Dubrovačko-neretvanske županije, a 2009. i 2013. godine nositelj je kandidacijske liste Hrvatske demokratske zajednice za županijsku skupštinu. Zbog obveza u Vladi i Saboru, svoje vijećničke mandate u županijskoj skupštini stavio je u mirovanje.
Član je Hrvatske demokratske zajednice od 1990. godine. U tri navrata biran je za predsjednika Županijskog odbora Hrvatske demokratske zajednice Dubrovačko-neretvanske županije. Od 2008. godine član je predsjedništva Hrvatske demokratske zajednice, a dužnost Glavnog tajnika Hrvatske demokratske zajednice obavljao je od 2009. do 2012. godine.
Na unutarstranačkim izborima Hrvatske demokratske zajednice, održanim 15. ožujka 2020. godine, po načelu jedan član – jedan glas, izabran je za potpredsjednika Hrvatske demokratske zajednice. Na unutarstranačkim izborima Hrvatske demokratske zajednice održanim 13. srpnja 2024. godine ponovno je izabran za potpredsjednika Hrvatske demokratske zajednice.

## Osobni život
Oženjen je i otac dvoje djece. Utemeljitelj je Društva prijatelja “Vino u tradiciji življenja”.